# Сежпути-Заґайне
Сежпути-Заґайне (пол. Sierzputy Zagajne) — село в Польщі, у гміні Снядово Ломжинського повіту Підляського воєводства.
Населення — 77 осіб (2011).
У 1975-1998 роках село належало до Ломжинського воєводства.

## Демографія
Демографічна структура станом на 31 березня 2011 року:
|          | Загалом | Допрацездатний вік | Працездатний вік | Постпрацездатний вік |
| -------- | ------- | ------------------ | ---------------- | -------------------- |
| Чоловіки | 38      | 8                  | 22               | 8                    |
| Жінки    | 39      | 4                  | 21               | 14                   |
| Разом    | 77      | 12                 | 43               | 22                   |